# ماساتو میزوکی
ماساتو میزوکی (انگلیسی: Masato Mizuki؛ زادهٔ ۳ نوامبر ۱۹۹۱) بازیکن فوتبال اهل ژاپن است.